# Dzikowo Iławeckie
Dzikowo Iławeckie (niem. Wildenhoff) – osada w Polsce położona w województwie warmińsko-mazurskim, w powiecie bartoszyckim, w gminie Górowo Iławeckie. W latach 1975–1998 miejscowość administracyjnie należała do województwa olsztyńskiego.
Obok miejscowości znajduje się Góra Zamkowa (216 m n.p.m.), najwyższy punkt Wzniesień Górowskich. Na południowych stokach Góry Zamkowej bierze początek rzeka Wałsza, natomiast u podnóża Góry Zamkowej znajduje się ścieżka ekologiczna i wiata. Kiedyś na szczycie góry stała wieża widokowa, można było z niej obserwować nawet pobliską Rosję.

## Historia

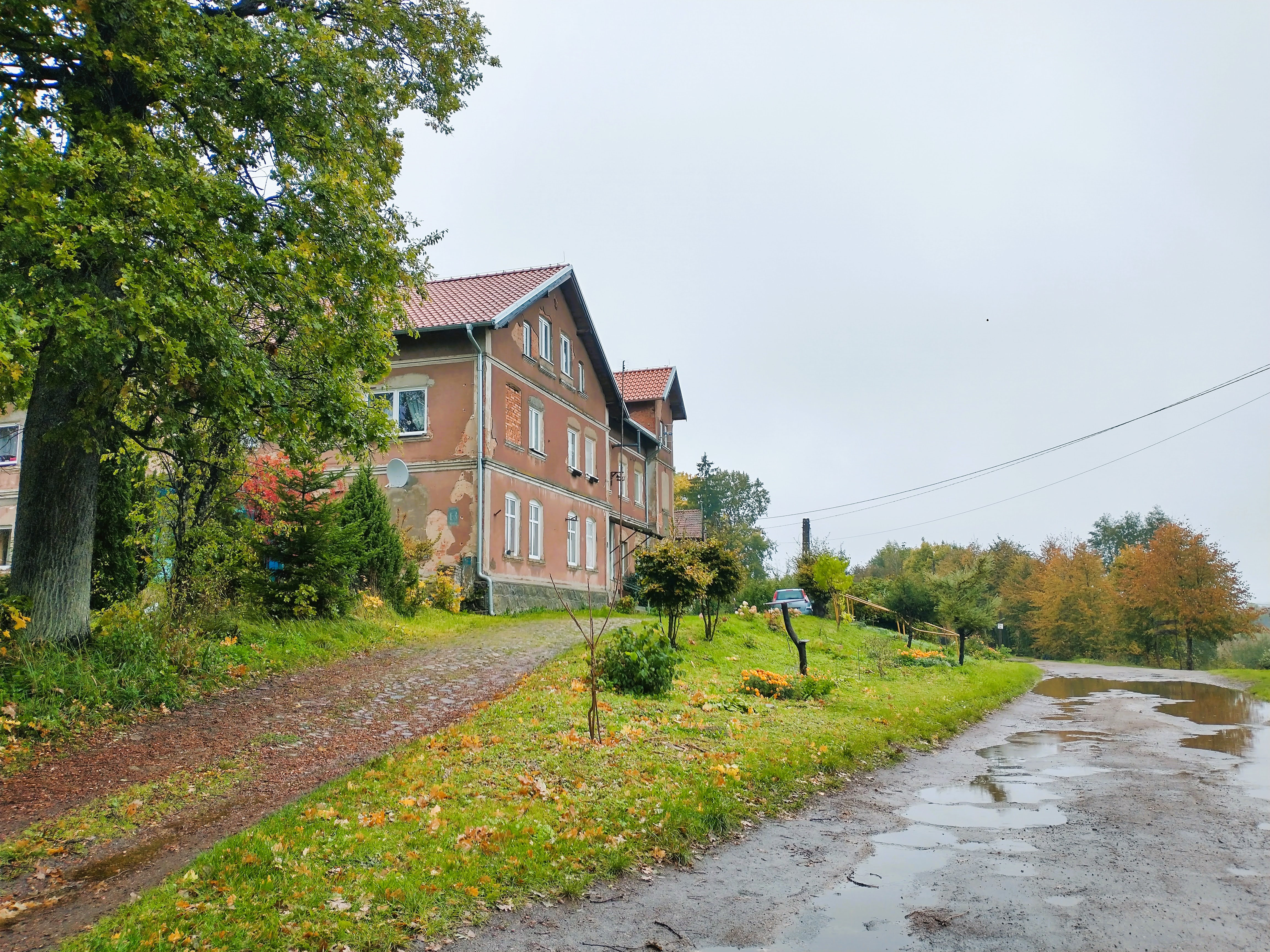
Zabudowa folwarczna

Dzikowo znajduje się na terenie krainy historycznej Prusy Dolne. W 1414 r. istniała tam wieś pruska pod nazwą Ampuden. Po wojnie polsko-krzyżackiej Dzikowo było bardzo zniszczone a wieś prawie całkowicie opuszczona. W 1469 r. wieś została oddana pod zastaw. W 1535 r. Dzikowo przeszło na własność rodziny von Waldburg. Późnej zostało odziedziczona przez rodzinę von Schwerin. W XVIII w. powstała szkoła we wsi.
W 1889 r. był to majątek ziemski i wraz z folwarkami: Garbniki, Lipniki, Malinowo, Porąbki i Półwiosek zajmował 2847 ha. W posiadaniu von Schwerinów było Dzikowo do 1945 r. W 1935 r. w miejscowej szkole pracowało dwóch nauczycieli i uczyło się 63 dzieci. W 1939 r. we wsi było 333 mieszkańców. W 1945 r. spłonął dwór.
W 1983 r. Dzikowo było PGR-em. We wsi były 24 domy i 281 mieszkańców. W tym czasie funkcjonowało przedszkole z 20 dziećmi, świetlica, klub, kino z 150 miejscami, punkt biblioteczny. We wsi było leśnictwo, sklep spożywczy, zakład remontowo-budowlany, zakład ślusarsko-kowalski.
W miejscowości jest przystanek kolejowy Dzikowo Iławeckie.

## Ludzie związani z miejscowością
- Fryderyk Wilhelm Bessel (1784–1846), profesor uniwersytetu królewieckiego i założyciel tamtejszego obserwatorium astronomicznego. Na Górze Zamkowej prowadził obserwacje i pomiary astrometryczne.